# Resultados do Carnaval de Pelotas em 2019
Resultados do Carnaval de Pelotas em 2019. A General Telles foi a campeã  do grupo especial, com o enredo, "Façam suas apostas, a sorte foi lançada".

## Vencedoras

### Escolas de samba
| Colocação | Entidade       | Ref.  |
| --------- | -------------- | ----- |
| 1º        | General Telles | [ 2 ] |

## Escolas mirins
| Colocação | Entidade                 | Ref.  |
| --------- | ------------------------ | ----- |
| 1º        | Ramirinho                | [ 2 ] |
| 2º        | Mocidade do Simões Lopes | [ 2 ] |

## Bandas
| Col. | Entidade  | Ref.  |
| ---- | --------- | ----- |
| 1º   | Xavabanda | [ 2 ] |

## Blocos burlescos
| Col. | Entidade        | Ref.  |
| ---- | --------------- | ----- |
| 1º   | Bruxa da Várzea | [ 2 ] |